# 폐가 (2010년 영화)
"폐가"는 2010년에 개봉한 대한민국의 영화이다.

## 캐스팅
- 신경선 : 완수 역
- 윤이나 : 미진 역
- 현태호 : 규석 역
- 전인걸 : 우람 역
- 이화정 : 영주 역
- 신소율 : 지영 역
- 강태식 : 노숙자 역
- 이원준 : 사내 역

## 같이 보기
- 곤지암 - 2018년작 영화
- 모큐멘터리